# Louvre Abu Dhabi
Louvre Abu Dhabi (tiếng Ả Rập: اللوفر أبوظبي; tiếng Pháp: Louvre Abou Dabi) là một bảo tàng nghệ thuật và văn minh, nằm ở Đảo Saadiyat, Abu Dhabi, UAE. Theo một thỏa thuận giữa UAE và Pháp ký kết tháng 3 năm 2007, bảo tàng được phép sử dụng tên Louvre cho đến năm 2037 và Louvre mô tả là "dự án văn hóa lớn nhất của Pháp ở nước ngoài." Bảo tàng có kích thước xấp xỉ 24.000 mét vuông (260.000 foot vuông), với 8.000 mét vuông (86.000 foot vuông) phòng trưng bày, khiến nơi đây trở thành bảo tàng nghệ thuật lớn nhất bán đảo Ả Rập. Các tác phẩm nghệ thuật từ khắp nơi trên thế giới được trưng bày tại bảo tàng, với mục đích rõ ràng là thu hẹp khoảng cách giữa nghệ thuật phương Đông và phương Tây.
Đến năm 2019, Louvre Abu Dhabi đã thu hút 2 triệu du khách, trở thành bảo tàng được ghé thăm nhiều nhất trong thế giới Ả Rập.

## Vị trí
Bảo tàng là một phần của dự án phát triển văn hóa và du lịch trị giá 27 tỷ đô la Mỹ cho Đảo Saadiyat, được lên kế hoạch để lưu giữ một cụm tài sản văn hóa đẳng cấp thế giới.

## Lịch sử

### Quá trình phát triển dự án
Các cuộc thảo luận về Louvre Abu Dhabi được bắt đầu vào tháng 6 năm 2005, khi một phái đoàn Abu Dhabi dẫn đầu bởi Sultan bin Tahnoon al-Nahyan, chủ tịch Cơ quan Văn hóa & Di sản Abu Dhabi đến thăm Paris và gặp gỡ các đối tác tại Louvre. Một tháng sau, một phái đoàn khác bao gồm Abdullah bin Zayed Al Nahyan, lúc đó là Bộ trưởng Thông tin và Văn hóa của Các Tiểu vương quốc Ả Rập Thống nhất, đã thảo luận về dự án với những người đối thoại trong chính phủ Pháp, bao gồm Bộ trưởng bộ ngoại giao Philippe Douste-Blazy và Bộ trưởng Văn hóa Renaud Donnedieu de Vabres. Cũng trong mùa hè năm 2005, Thái tử Abu Dhabi là Mohamed bin Zayed Al Nahyan đã gửi một bức thư về dự án cho tổng thống Pháp Jacques Chirac. Các cuộc đàm phán chính thức về dự án giữa hai nước bắt đầu vào mùa hè năm 2006.:12

Trong khi đó, chính quyền Abu Dhabi vào năm 2006 đã chọn Jean Nouvel làm kiến trúc sư của tòa nhà, ông nổi tiếng với các dự án nổi bật như thiết kế Viện Thế giới Ả Rập ở Paris. Ban đầu, họ ủy quyền cho công ty của ông thiết kế một bảo tàng chung về nghệ thuật hoặc nền văn minh cổ điển, mà không có tham chiếu cụ thể đến Louvre trong khi các cuộc thảo luận với chính quyền Pháp vẫn đang diễn ra. Thomas Krens là người đầu tiên đề xuất Nouvel, sau đó là giám đốc của Solomon R. Guggenheim Foundation và cố vấn cho Abu Dhabi về sự phát triển của Đảo Saadiyat 

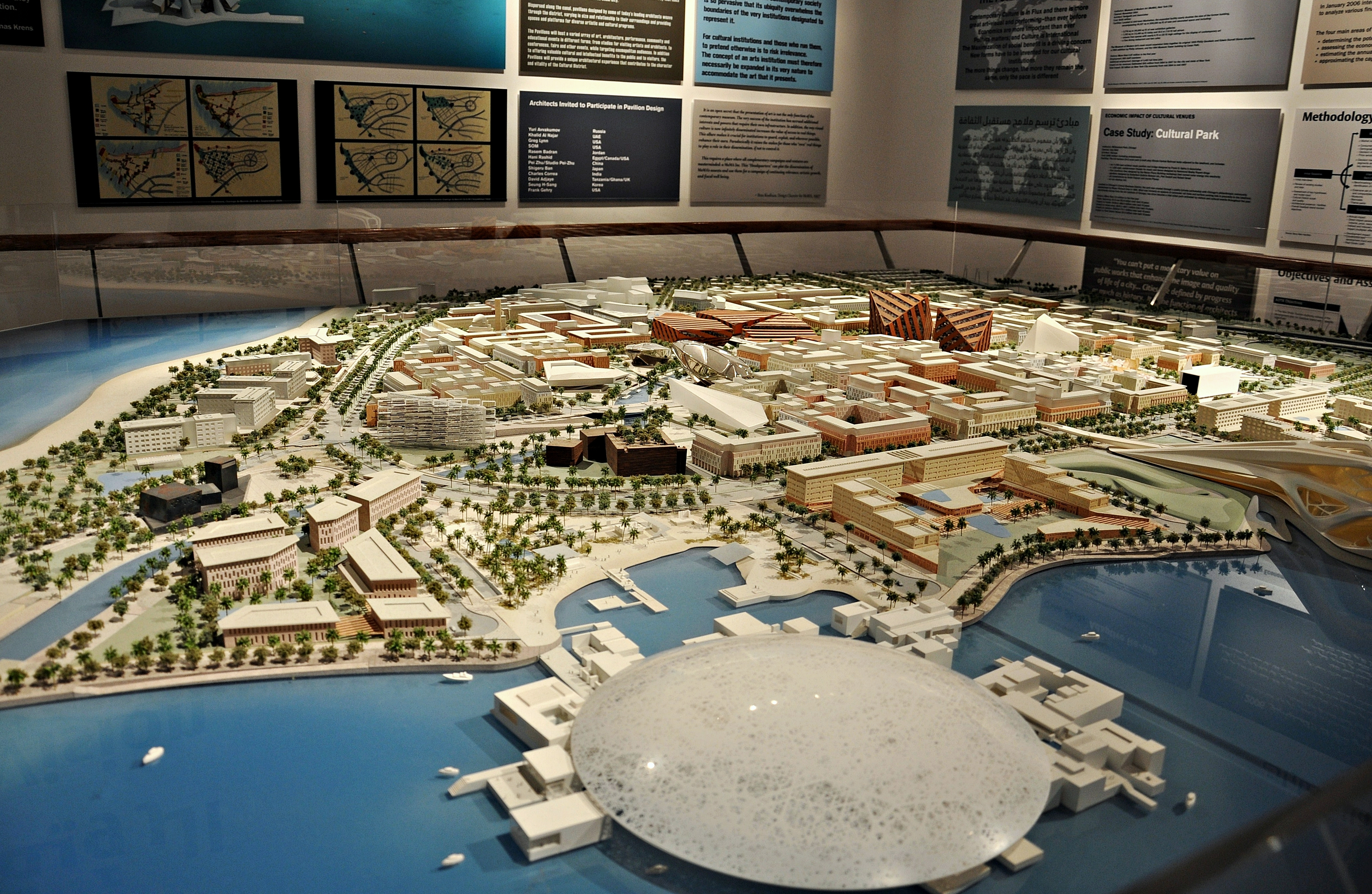
Mô hình của dự án Louvre và môi trường xung quanh nó, 2011

Giám đốc Louvre Henri Loyrette cũng được cho là đã phản đối dự án ngay từ đầu, mà trong giai đoạn đó, ông đã không bảo vệ hoặc công khai nó. Nhưng vị trí của Louvre trở nên thuận lợi hơn trong quá trình đàm phán hợp đồng, vì nó đã cố gắng đảm bảo những lợi ích đáng kể cho chính nó.

### Thi công
Công trình xây dựng tại bảo tàng Louvre Abu Dhabi chính thức bắt đầu vào ngày 26 tháng 5 năm 2009. Gói công trình đóng cọc đã được trao cho công ty chuyên ngành của Đức là Bauer International FZE; tổng số 4536 cọc bằng thép và bê tông cốt thép đã hoàn thành vào ngày 3 tháng 8 năm 2010.

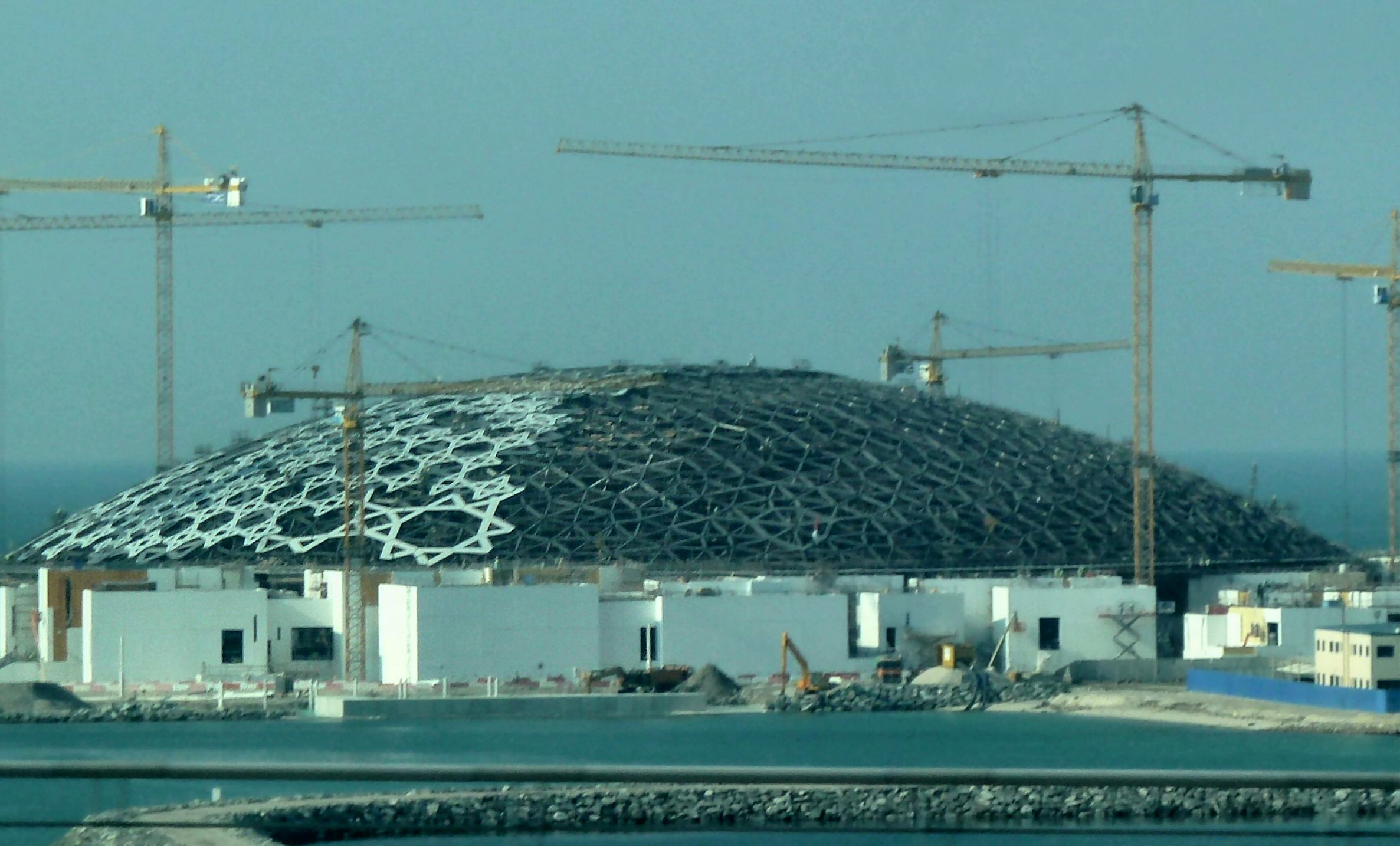
Mái vòm đang được xây dựng vào tháng 1 năm 2015

## Thiết kế

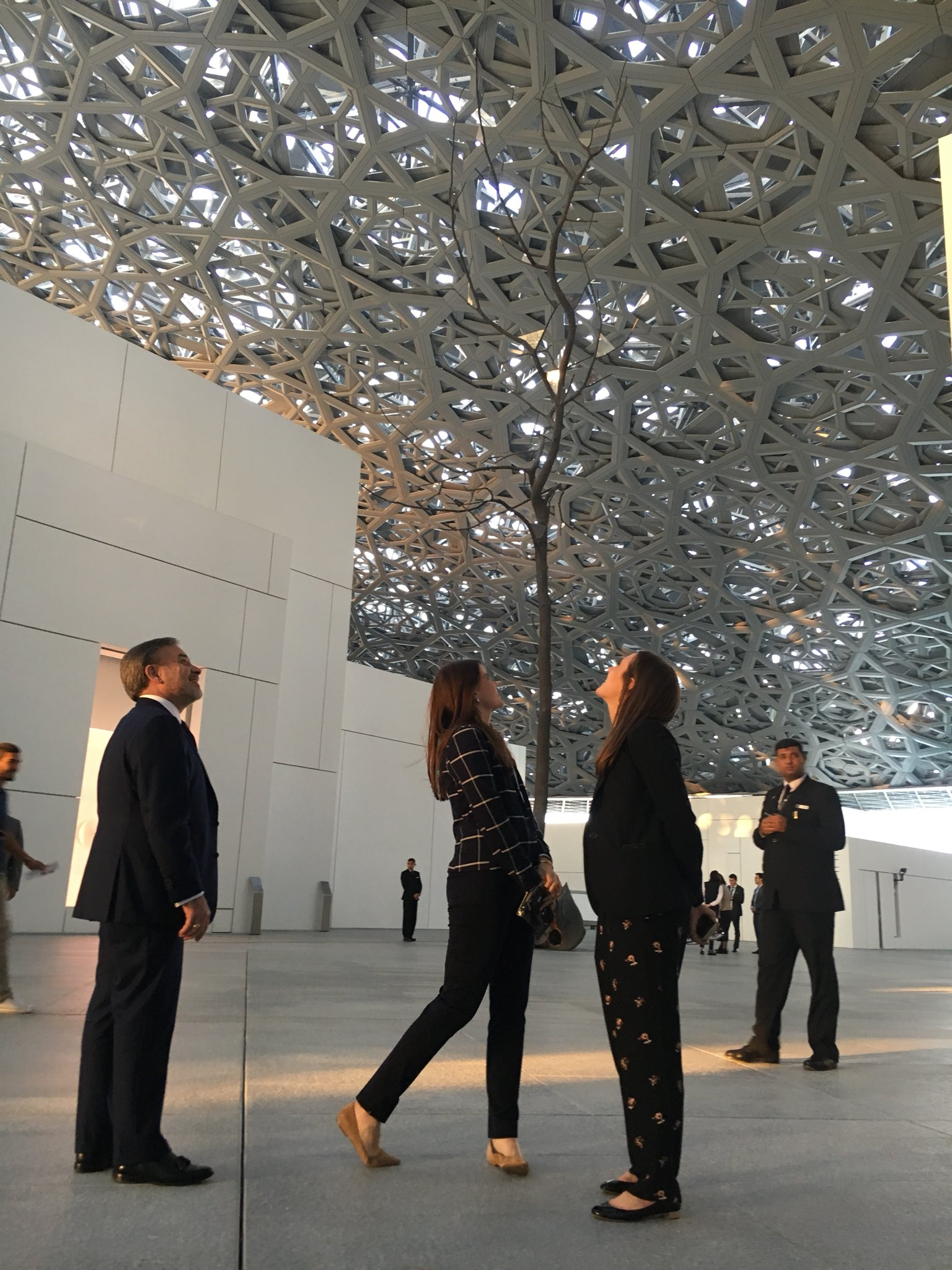
Khách tham quan bảo tàng, với trần là Những chiếc lá ánh sáng của Giuseppe Penone

### Kiến trúc
Giai đoạn thiết kế ý tưởng bắt đầu từ năm 2006-2007, Jean Nouvel và nhóm của ông đã thiết kế bảo tàng có "cấu trúc mái vòm như đang nổi lên"; mái vòm có hoa văn mạng nhện cho phép lọc ánh mặt trời. Hiệu ứng tổng thể đại diện cho "tia sáng mặt trời đi qua lá cây chà là trong oasis." Tổng diện tích của bảo tàng sẽ vào khoảng 24.000 mét vuông (260.000 foot vuông). Bộ sưu tập vĩnh viễn sẽ chiếm 6.000 mét vuông (65.000 foot vuông) và triển lãm tạm thời sẽ diễn ra trên 2.000 mét vuông (22.000 foot vuông).

### Nghệ thuật công chúng
Hai tác phẩm nghệ thuật công cộng đã được đưa vào để khai trương tòa nhà:

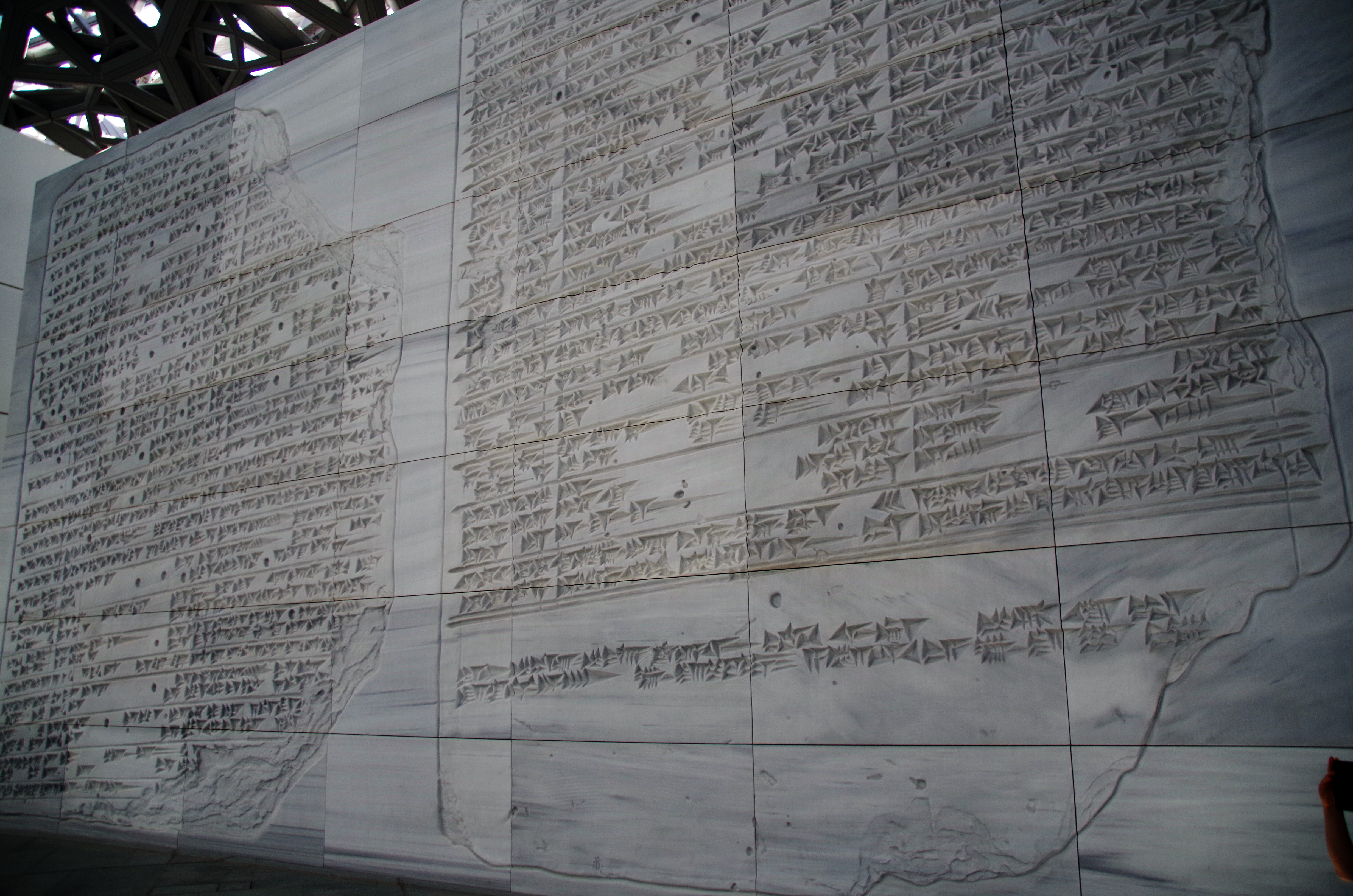
Chi tiết bản For Louvre Abu Dhabi, tác phẩm điêu khắc của Jenny Holzer

### Các cuộc triển lãm chọn lọc từ bộ sưu tập vĩnh viễn của Louvre Abu Dhabi

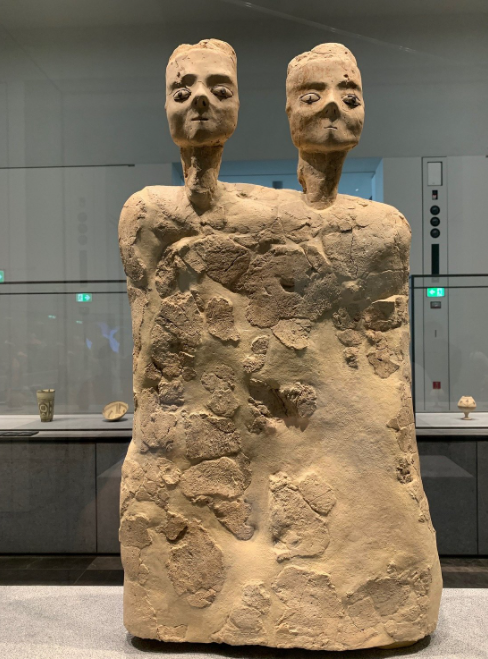
Những bức tượng 8.000 năm tuổi từ 'Ain Ghazal, Jordan
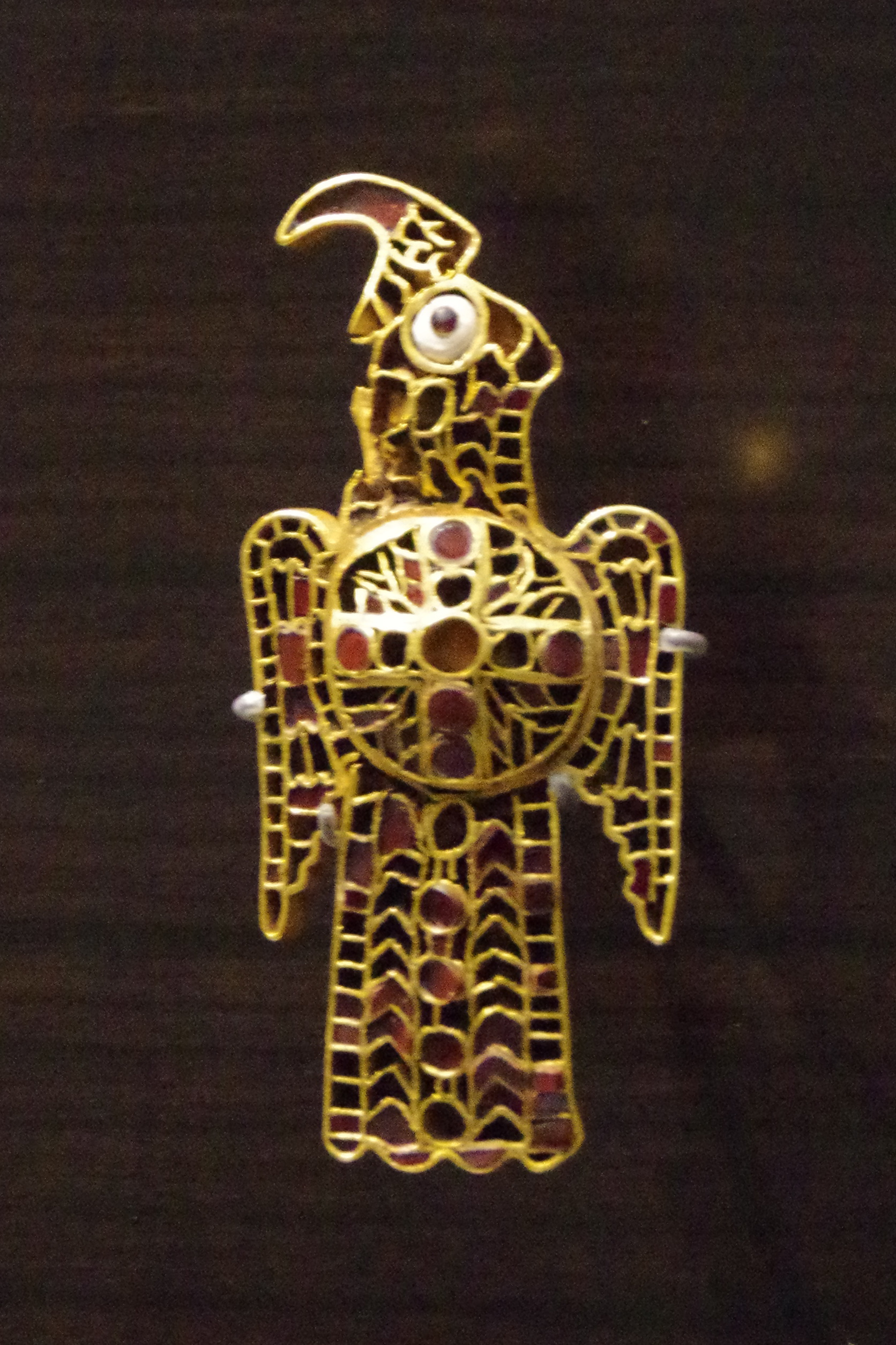
Móc khóa từ Kho báu Domagnano, Ý, thế kỷ thứ 5
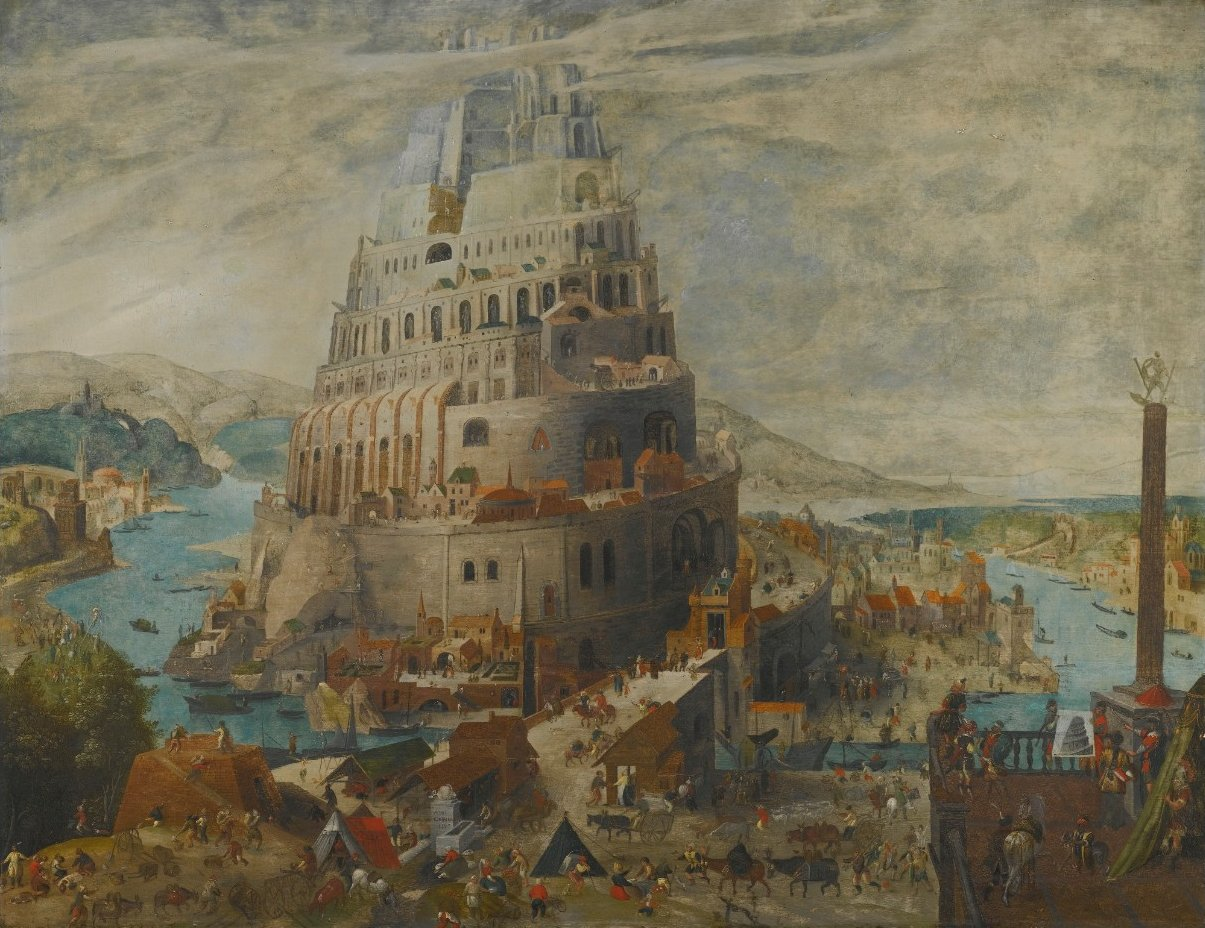
The Tower of Babel, của Abel Grimmer (1595)
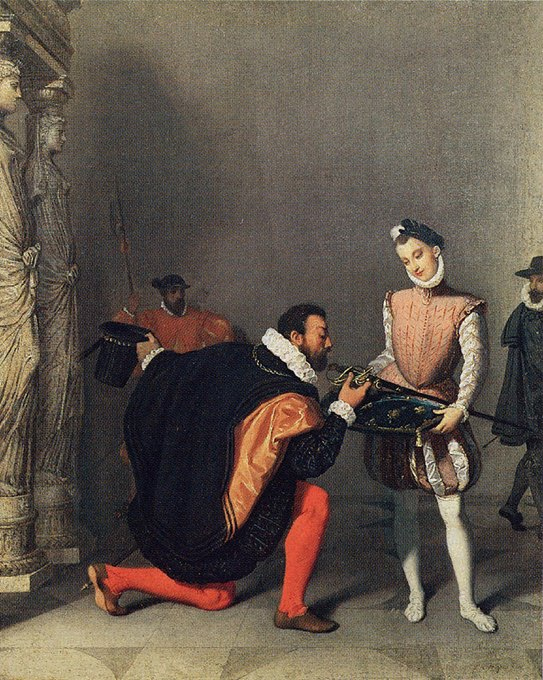
Don Pedro de Tolède kissing the sword of Henry IV (1820), của Jean-Auguste-Dominique Ingres
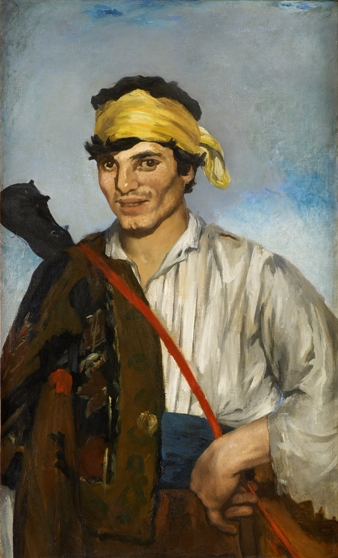
Le Bohémien (1861–62), của Édouard Manet
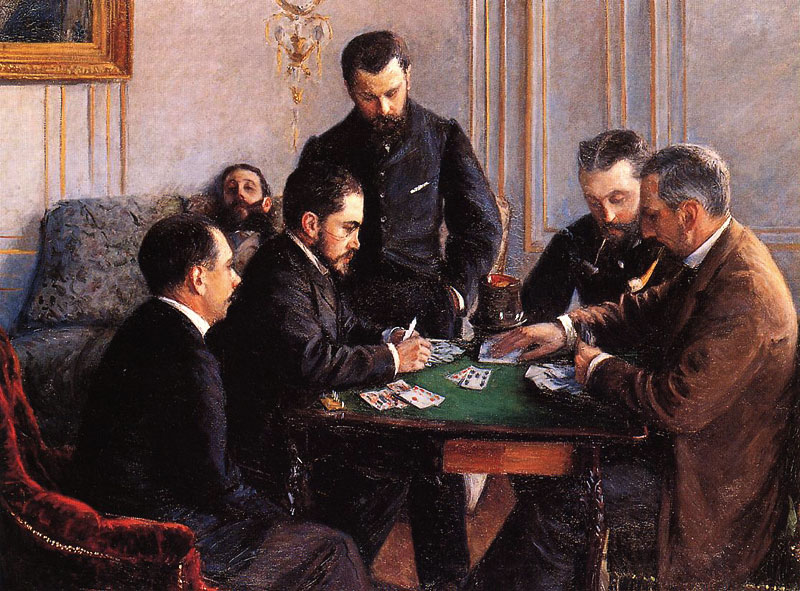
The Bezique Game, Gustave Caillebotte
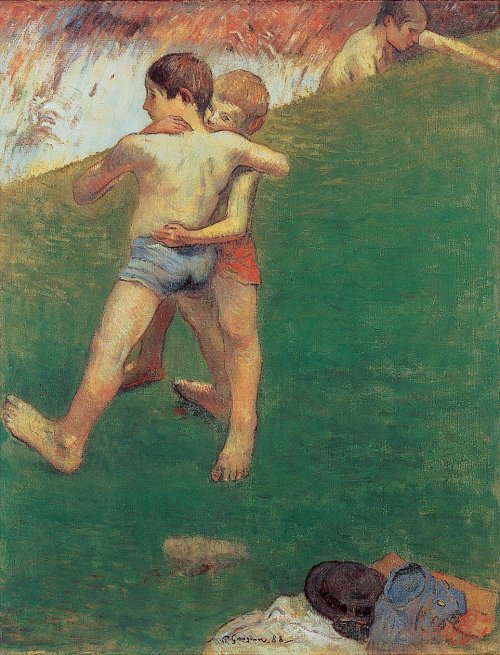
Young boys fighting, của Paul Gauguin
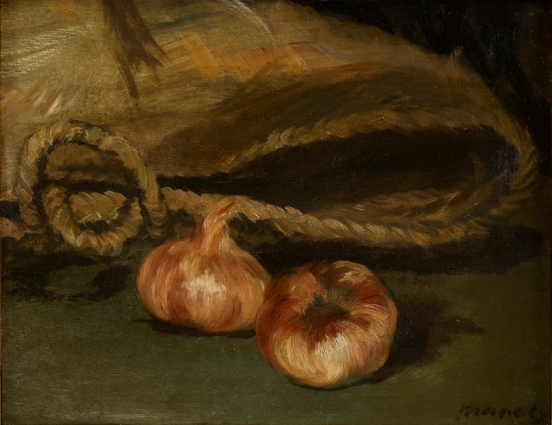
Still life with tote bag and garlic, của Édouard Manet

## Cơ sở pháp lý, quản lý và các chương trình
Louvre Abu Dhabi là bảo tàng quốc gia của UAE, được Sở Văn hóa & Du lịch Abu Dhabi giám sát. Tính đến năm 2019, một nửa số nhân viên của bảo tàng là công dân UAE.
Theo thỏa thuận tháng 3 năm 2007, Abu Dhabi phải trả 400 triệu euro (525 triệu đô la Mỹ) cho việc sử dụng tên Louvre, và thêm 455 triệu euro để đổi lấy các khoản vay nghệ thuật (190 triệu euro, kết thúc vào năm 2027), các cuộc triển lãm đặc biệt (75 triệu euro, kết thúc vào năm 2032), tư vấn và hỗ trợ quản lý (165 triệu euro), và việc đặt tên theo người cha sáng lập UAE Zayed bin Sultan Al Nahyan của một không gian bên trong bảo tàng Louvre ở Paris (25 triệu euro).:21 Dự kiến ban đầu dự án sau sẽ nằm trong một phần được tân trang lại của Pavillon de Flore để trưng bày nghệ thuật quốc tế, nhưng dự án đó sau đó đã bị bỏ dở  và Trung tâm Sheikh Zayed cuối cùng đã mở cửa vào năm 2016 như một bộ ba phòng trong Pavillon de l'Horloge dành riêng cho lịch sử của Cung điện Louvre. Tính theo lạm phát, một báo cáo của Thượng viện Pháp vào năm 2017 ước tính tổng số tiền thanh toán trong suốt thời gian của hợp đồng (2007-2037) là 974,5 triệu euro. Tính đến năm 2017 (bao gồm), theo Thượng viện Pháp, các khoản thanh toán tích lũy đã đạt 477 triệu euro,:33 nói chung là phù hợp với các điều khoản của thỏa thuận ban đầu:20 bất chấp sự chậm trễ trong quá trình thực hiện dự án.

## Tranh cãi

### Động cơ của dự án
Bảo tàng đã gây ra sự phản đối trong cả giới nghệ thuật và học thuật ở Pháp khi lấy Louvre làm tên mở rộng. Ở Pháp, nhà sử học nghệ thuật Didier Rykner dẫn đầu làn sóng phản đối, ông được coi là một trong những nhà phê bình thẳng thắn nhất đối với thương vụ bảo tàng Pháp - Tiểu vương quốc. Một bản kiến nghị trực tuyến chống lại thỏa thuận này, được ký bởi 4.650 giám tuyển, các nhà khảo cổ học và sử học nghệ thuật, đã nhấn mạnh các bảo tàng của Pháp không phải để bán. Klaus-Dieter Lehmann, Chủ tịch của Tổ chức Di sản Văn hóa Phổ, đã mô tả Louvre hoạt động "giống như một tập đoàn với chiến lược được xác định rõ ràng: tối đa hóa lợi nhuận."

### Khuynh hướng giám tuyển phương Tây
Bảo tàng bị chỉ trích vì không thực hiện ý định đã nêu trong việc cân bằng quan điểm văn hóa và nghệ thuật phương Tây và phương Đông, đặc biệt là các bộ sưu tập nghệ thuật hiện đại và đương đại thể hiện sự tập trung đặc trưng của Châu Âu. Tuy nhiên, thành kiến này có thể bị xói mòn theo thời gian khi các khoản vay từ các viện bảo tàng của Pháp dần dần được thay thế bằng các khoản mua do Louvre Abu Dhabi tự thực hiện.